# M49 (телескоп)
M49 — американский призматический двадцатикратный дневной военный телескоп времен Второй Мировой войны. Предназначался для визуальной разведки, наблюдения, а также — для корректировки артиллерийского и снайперского огня. Производился компаниями IMO, VARO, Garland и т. д.

## Тактико-технические характеристики
Увеличение: 20×
Поле зрения: 2°12' или 38,37 тысячных
Удаление выходного зрачка: 0,108 дюйма
Фокусное расстояние объектива: 14,211 дюйма
Фокусное расстояние окуляра: 0,716 дюйма
Длина: 14,5 дюймов
Вес, без штатива: 1,25 кг

## Комплектность
В комплект поставки телескопа включаются:
Штатив M15.
Футляр для переноски телескопа M27
Футляр для переноски штатива M42.
Защитные колпачки и крышки для оптических элементов телескопа.
Ремни для переноски.